# Esox cisalpinus
Esox cisalpinus — вид прісноводних риб родини щукових (Esocidae). Описаний у 2011 році двома незалежними дослідницькими групами. До того вважався південноєвропейською популяцією щуки звичайної (Esox lucius).

## Поширення
Вид поширений на півночі Італії, півдні Франції та Швейцарії і, можливо, на заході Балканів. E. cisalpinus також було інтродуковано в райони за межами його рідного ареалу. Історично популяції італійської щуки становили більшість екземплярів, експортованих до Іспанії, Португалії, Алжиру, Ефіопії, Мадагаскару, Марокко та Тунісу. Населяє тихі або повільні водойми з хорошою видимістю та густою водною рослинністю.

## Опис
Esox cisalpinus характеризується забарвленням з косими поперечними смугами на боках; у молодих особин вони дуже чіткі, тоді як у дорослих вони мають тенденцію з'єднуватися, надаючи їм вермикульований або мармуровий вигляд; непарні плавці позбавлені вермікуляцій і мають рідкісні темні вічка. Вид оснащений 92-107 лусочками у бічній лінії та 8 підщелепними порами.